# Pachycordyle navis
Pachycordyle navis är en nässeldjursart som först beskrevs av Wilfrid Arthur Millard 1959.  Pachycordyle navis ingår i släktet Pachycordyle och familjen Oceanidae. Inga underarter finns listade i Catalogue of Life.